# 独孤修德
独孤修德（?—?），《旧唐书》作獨孤修，《河洛記》作獨孤修德，隋末唐初官员，独孤信的曾孙，独孤藏之孙，独孤机之子。
王世充废黜杨侗称郑国皇帝后，独孤机密谋归降唐朝，事泄后被王世充所杀。独孤修德归唐，官至定州刺史。621年，秦王李世民灭郑，王世充投降被押到长安后，被流放蜀州。王世充当时安置在雍州光德坊廨舍。独孤修德与众兄弟密谋，到达廨舍，假稱敕书呼唤鄭王；王世充與其兄王世惲出来，独孤修德等杀王世充兄弟为父报仇。唐高祖下詔免独孤修德的官职。王世充其餘兄弟子姪等在途中，也以謀反誅杀。独孤修德官至同州刺史，封滕国公。